# Matutinum

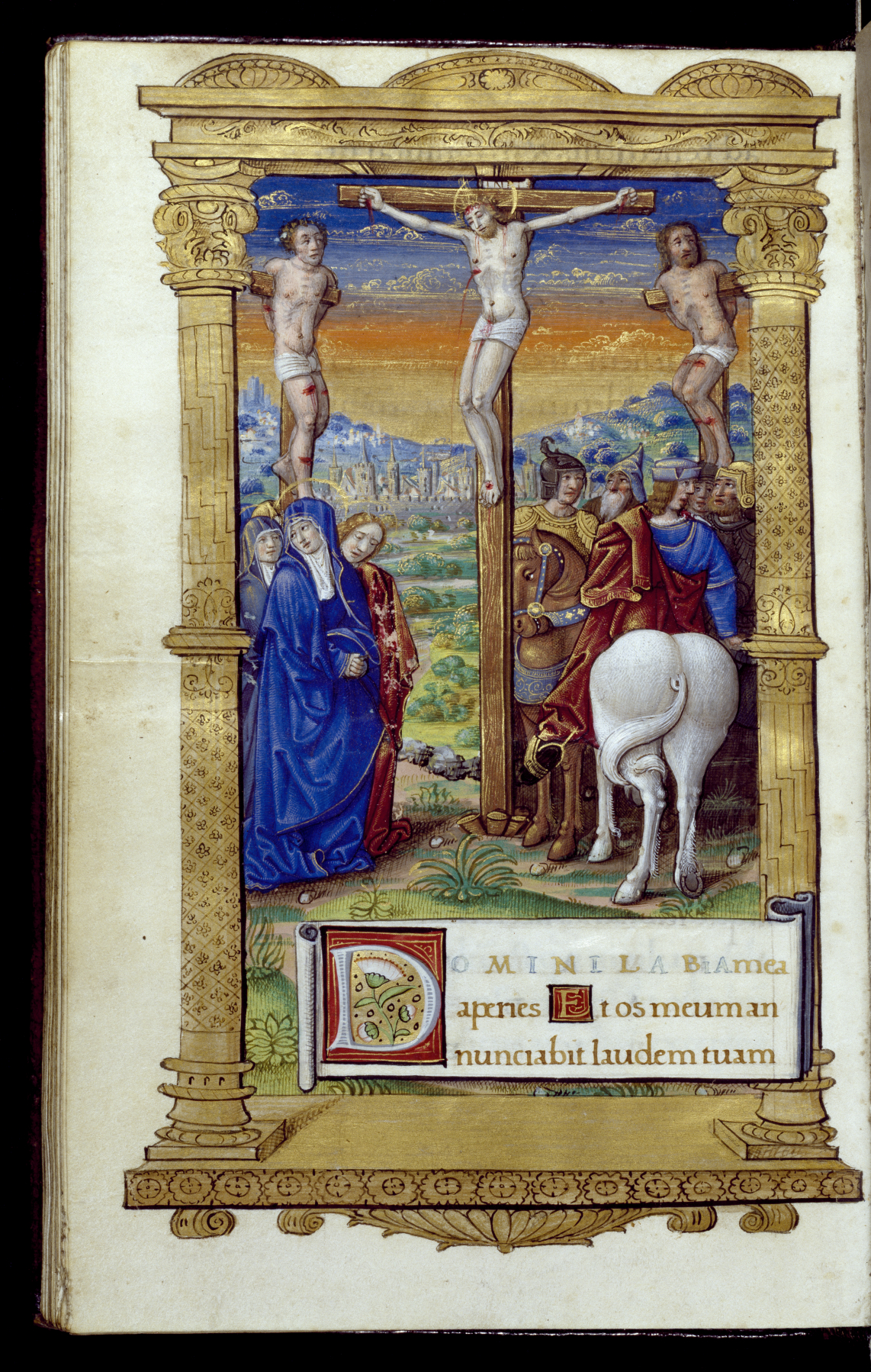
Stránka z breviáře Jeana Pichora (kolem roku 1520). První písmeno znázorňuje vstupní verš.

Matutinum neboli (hora) matutina, nebo též vigiliae, nocturni či officium nocturnum je v křesťanských církvích součást modliteb nebo liturgie hodin čtených v noci (od půlnoci do svítání/kuropění). Ta část breviáře, která zahrnuje matutina, se nazývá matutinale.
Matutinum má svůj původ ve vigilii starokřesťanů. Ti se shromažďovali při slavnostech (zejména velikonoční vigilie), aby v modlitbách, za zpěvu hymnů a četbou Bible očekávali příchod nového dne. Pevnou strukturu a obsah následně nabyla zavedením Řehole sv. Benedikta, kde je ustanovena jako nejrozsáhlejší modlitba Posvátného Oficia.
Matutinum ve Svatém týdnu se nazývá též Tenebrae.

## Ukázka - Invitatorium z slavnosti Nanebevzetí Panny Marie
Ant. Veníte, adorémus Regem regum, * Cuius hódie ad æthéreum Virgo Mater assúmpta est cælum.
Ant. Veníte, adorémus Regem regum, * Cuius hódie ad æthéreum Virgo Mater assúmpta est cælum.
Veníte, exsultémus Dómino, iubilémus Deo, salutári nostro: præoccupémus fáciem eius in confessióne, et in psalmis iubilémus ei.
Ant. Veníte, adorémus Regem regum, * Cuius hódie ad æthéreum Virgo Mater assúmpta est cælum.
Quóniam Deus magnus Dóminus, et Rex magnus super omnes deos, quóniam non repéllet Dóminus plebem suam: quia in manu eius sunt omnes fines terræ, et altitúdines móntium ipse cónspicit.
Ant. Cuius hódie ad æthéreum Virgo Mater assúmpta est cælum.
Quóniam ipsíus est mare, et ipse fecit illud, et áridam fundavérunt manus eius (genuflectitur) veníte, adorémus, et procidámus ante Deum: plorémus coram Dómino, qui fecit nos, quia ipse est Dóminus, Deus noster; nos autem pópulus eius, et oves páscuæ eius.
Ant. Veníte, adorémus Regem regum, * Cuius hódie ad æthéreum Virgo Mater assúmpta est cælum.
Hódie, si vocem eius audiéritis, nolíte obduráre corda vestra, sicut in exacerbatióne secúndum diem tentatiónis in desérto: ubi tentavérunt me patres vestri, probavérunt et vidérunt ópera mea.
Ant. Cuius hódie ad æthéreum Virgo Mater assúmpta est cælum.
Quadragínta annis próximus fui generatióni huic, et dixi; Semper hi errant corde, ipsi vero non cognovérunt vias meas: quibus iurávi in ira mea; Si introíbunt in réquiem meam.
Ant. Veníte, adorémus Regem regum, * Cuius hódie ad æthéreum Virgo Mater assúmpta est cælum.
V. Glória Patri, et Fílio, * et Spirítui Sancto.
R. Sicut erat in princípio, et nunc, et semper, * et in sǽcula sæculórum. Amen.
Ant. Cuius hódie ad æthéreum Virgo Mater assúmpta est cælum.
Ant. Veníte, adorémus Regem regum, * Cuius hódie ad æthéreum Virgo Mater assúmpta est cælum.